# Jacob More
Jacob More (né à Édimbourg en 1740 et mort à Rome le 1er octobre 1793) est un peintre aquarelliste et dessinateur anglais, connu pour sa peinture de paysages panoramiques. Il est également connu comme More de Rome.

## Biographie
Il est le fils du marchand William More, décédé en 1764 ou avant.
Il a d'abord été apprenti chez un orfèvre puis formé à la Trustees Academy d'Édimbourg, fondée en 1760, ancêtre du Edimbourg College of Art. À partir de 1764, il a été l'élève de James Norie.
Il exerça à Londres avant de partir pour l'Italie.
Installé à Rome de 1773 à 1793, il acquit rapidement une renommée aussi bien comme paysagiste que comme architecte. Il voyage à Naples en 1778 et à Florence en mai 1784.
Il fut l'ami de Goethe et d'Angelica Kauffmann.
Il meurt brutalement d'une attaque de fièvre et a été enterré dans le cimetière protestant de Rome.

## Œuvre
Il est aussi scénographe et architecte de jardins. Le premier jardin à l'anglaise de la ville, près de la villa Borghèse lui est du.
En peinture, il se spécialise dans les paysages classiques et lumineux dans le style de Claude Lorrain. Il est également influencé par Gaspard Dughet et Claude Joseph Vernet.
- Chute de Clyde : Stonebyres, 1771-1773, huile sur toile, 80 × 101 cm, Tate Britain, Londres[2]
- Chute de Clyde : Corra Linn, vers 1771, huile sur toile, 79 × 100 cm, Galerie nationale d'Écosse, Edimbourg[3]
- Rome vue de loin sur la rive du Tibre, vers 1774, huile sur toile, 78 × 106 cm, Musée national d'Australie-Méridionale, Adelaïde[4]
- Éruption du Vésuve, 1780, huile sur toile, 151 × 201 cm, Galerie nationale d'Écosse, Edimbourg[5]
- Autoportrait, 1784, huile sur toile, 198 × 147 cm, Musée des Offices, Florence[6]
- Le Déluge, 1787, huile sur toile, 150 × 205 cm, Tate Britain, Londres[7]
- Marie Madeleine pénitente dans un paysage, huile sur panneau, 29 × 37 cm, Galerie nationale d'Écosse, Edimbourg[8]

"
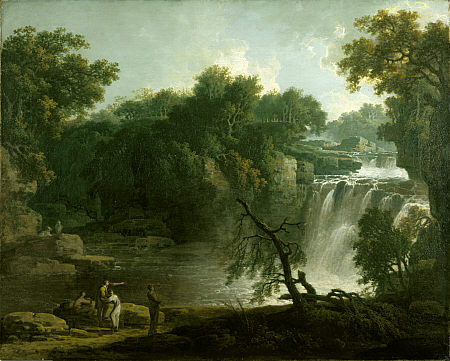
Chute de Clyde, 1771 Edimbourg
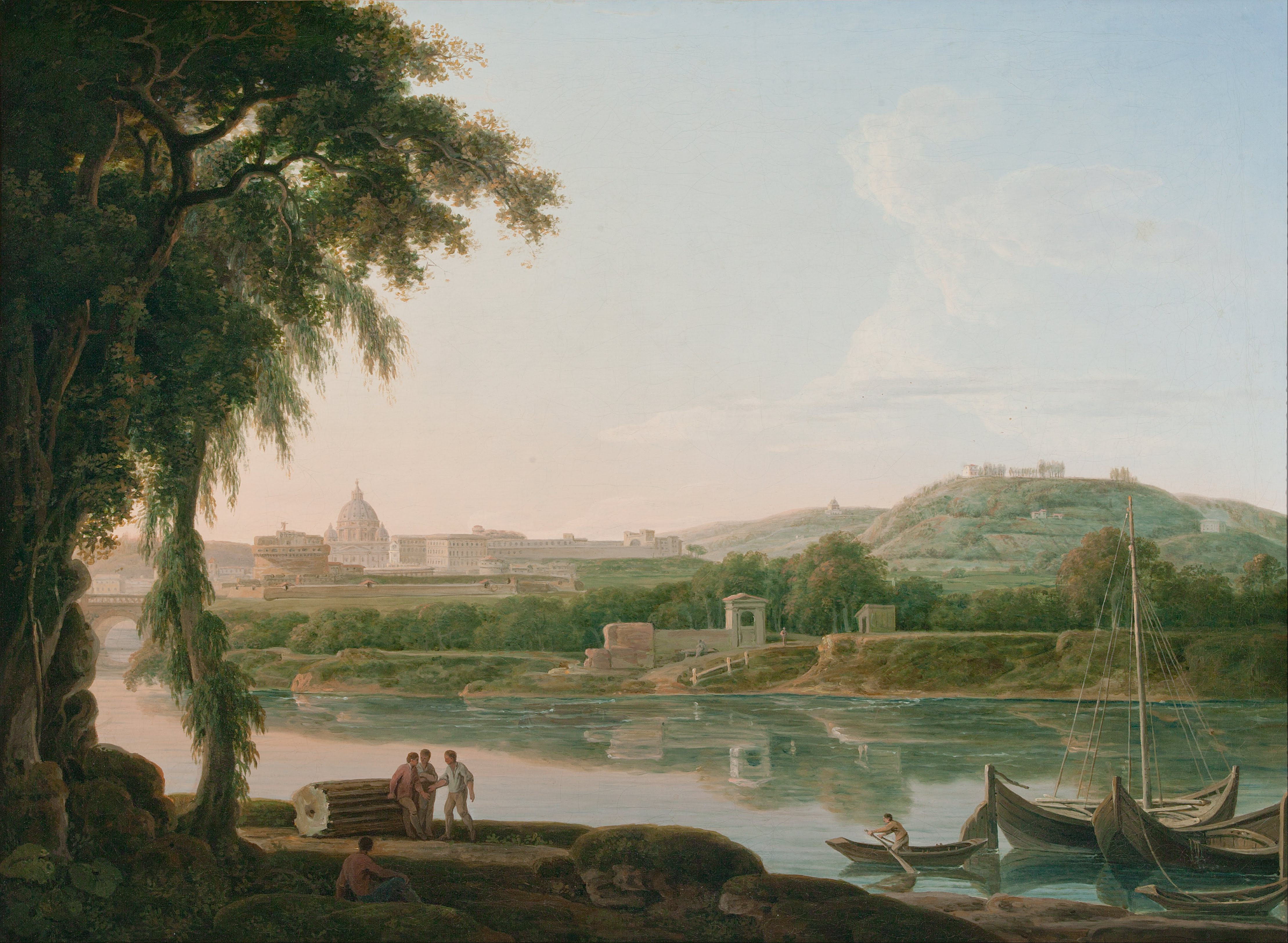
Vue de Rome, 1774 Adélaïde
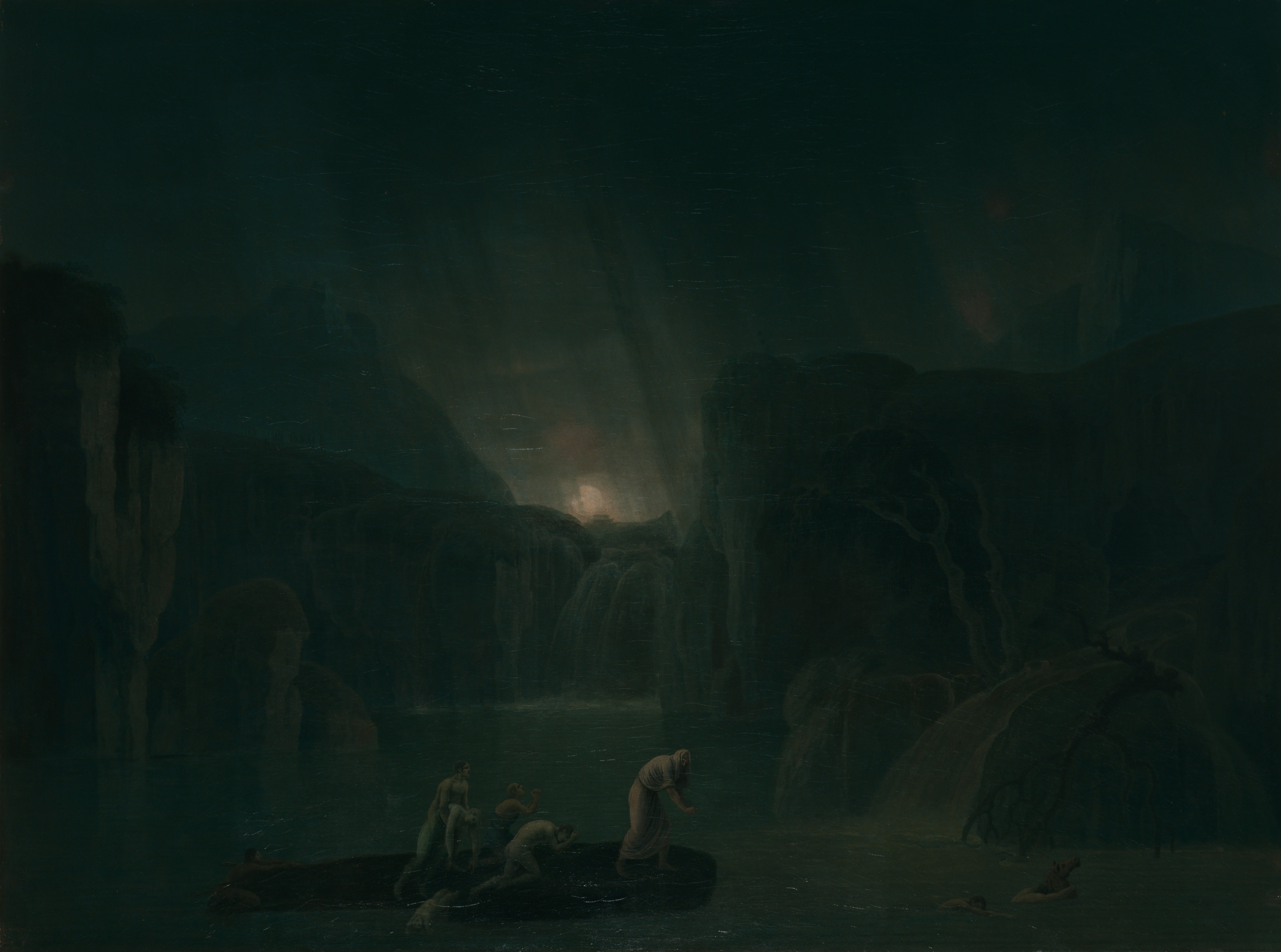
Le Déluge, 1787 Tate Britain